# Estado de transição
O estado de transição numa reação química é uma configuração particular ao longo da coordenada de reação que se define como o estado que corresponde ao máximo de energia ao longo dessa coordenada. Neste ponto, não trata-se de uma forma química de estabilidade significativa, não podendo, desse modo, ser confundido com os intermediários da reação (como ES ou EP). Ademais, é um momento molecular transitório em que eventos como a quebra de ligação, a formação de ligação ou o desenvolvimento de carga ocorrem com a mesma probabilidade de seguirem tanto para formar novamente o substrato como para formar o produto, não se configurando-se como reação irreversível.